# Philipp Collin
Philipp Collin (* 28. Oktober 1990 in Neubrandenburg) ist ein deutscher Volleyballspieler.

## Karriere
Collin spielte seit 2004 beim Berliner TSC und später beim Schweriner SC und beim SV Warnemünde. Von 2009 bis 2011 war der Mittelblocker in der zweiten Mannschaft von Chemie Volley Mitteldeutschland in der Regionalliga aktiv. Sein damaliger Trainer Sven Dörendahl holte ihn 2011 zum Zweitligisten VC Dresden, mit dem ihm 2012 der Aufstieg in die erste Bundesliga gelang. Im selben Jahr absolvierte Collin auch seine ersten Spiele in der deutschen Nationalmannschaft. Nach einem Jahr in der Bundesliga wechselte Collin 2013 zum französischen Erstligisten Tours Volley-Ball, mit dem er gleich in seiner ersten Saison das Double aus französischer Meisterschaft und Pokal gewann.
Im August 2014 wurde Collin von der Anti-Doping-Kommission des Deutschen Volleyball-Verbandes (DVV) vorläufig suspendiert. Ihm wurde vorgeworfen, drei Meldepflicht- und Kontrollversäumnisse innerhalb von 18 Monaten begangen zu haben. Im November wurde er für ein Jahr gesperrt.
Collin gewann mit Tours 2017 den CEV-Pokal. Danach wechselte er zum VfB Friedrichshafen. Mit dem Verein gewann er in der Saison 2017/18 den DVV-Pokal und wurde deutscher Vizemeister. In der Saison 2018/19 gab es einen Pokalsieg und Collin wurde mit Friedrichshafen erneut Vizemeister. Danach verließ er den Verein mit unbekanntem Ziel.
Seit September 2023 absolviert Collin eine Ausbildung bei der DB Bahnbau Gruppe. Mit der DB Volleyball-Auswahlmannschaft stand er 2024 bei der Eisenbahner-Weltmeisterschaft im Volleyball in Schwerin im Endspiel, das gegen die indische Auswahl verloren ging.